# Silvia Stroescu
Silvia Stroescu (Bucarest, Rumania, 8 de mayo de 1985) es una gimnasta artística rumana, campeona olímpica en 2004 en el concurso por equipos.

## Carrera deportiva
En los JJ. OO. de Atenas 2004 gana el oro en la competición por equipos, por delante de Estados Unidos (plata) y Rusia (bronce), siendo sus compañeras: Oana Ban, Cătălina Ponor, Monica Roșu, Nicoleta Daniela Șofronie y Alexandra Eremia. 